# 童話仙境
《童話仙境》是1988年动作游戏，由Cyan Worlds开发。游戏中玩家打开沙井后，顺着出现的巨大豆茎前往奇幻世界冒险。
《Macworld》称赞游戏声音逼真、画面富有幻想，并推荐儿童游玩此游戏。